# Margarita Huguet
Pour les articles homonymes, voir Huguet.
Margarita Huguet, née le 1er février 1980 à Maó, sur l'île de Minorque, dans les Baléares, est une productrice espagnole de cinéma.

## Filmographie
- 2007: L'Orphelinat
- 2023 : Le Cercle des neiges[2]

## Récompenses
- Goyas 2024 [3]: Prix Goya de la meilleure direction de production pour Le Cercle des neiges de Juan Antonio Bayona[4].